# Boy band
El terme boy band designa un grup musical format per homes que en el moment de la formació del grup eren joves, i que solen fer cançons dirigides a noies joves. Dins de les boy band s'hi poden trobar rapers, vocalistes i ballarins. Alhora són un fenomen musical que va sorgir als 90, malgrat haver-se estat desenvolupant durant els 60, 70 i 80. D'entre els més coneguts i, de fet, qualificats ja com a llegendes de la música hi ha els Backstreet Boys. La seva estratègia comercial es basa en tot un seguit de productes derivats i una comunicació de màrqueting ben elaborada.

## Naixement de les boy bands

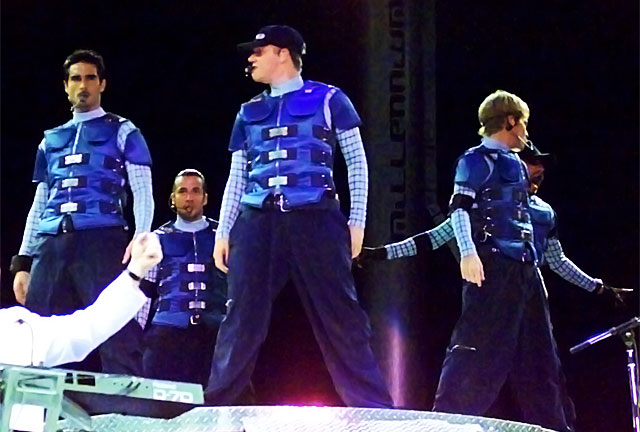
Els Backstreet Boys, la boy band més conegut al món, durant la seva gira Millenium Tour.

Els anys 90 van ser, sense cap mena de dubte, l'explosió de grups de música de nois joves, esportius i amb bona veu. Les seves cançons pop eren bombardejades a qualsevol hora del dia en ràdios, televisions i en qualsevol indret: es feien omnipresents. Les boy bands, nom que els defineix, varen marcar tota una generació i el secret de l'èxit que van tenir comença parlant del context econòmic dels anys 80, però també d'allò que els caracteritza.

### Context Econòmic
Durant els anys 80 un cert nombre de factors contribuiran a consolidar el que de fet ja venia temps desenvolupant-se: el fenomen boy band. Així, durant els 90 explota, com si es tractés d'un big-bang, l'àtom embrionari que va creant-se durant els 80. Als 80 el capitalisme ja estava força desenvolupat gràcies a tot un procés de desregulació que hauria de situar-se entre els anys 60 i 70, malgrat enfoquem dit procés sobre el segon període. Així, s'assisteix a la desregulació massiva i progressiva dels mercats als EUA. Tot està pensat perquè res impedeixi que els mercats es desenvolupin. L'economia americana s'enforteix fent dels EUA una superpotència econòmica, a més de caminar cap a la globalització. El món, endemés, està dividit en dos blocs, i el model capitalista dona una imatge molt atractiva. Al cap i a la fi, els EUA han adoptat la democràcia i això agrada.
Un exemple d'aquesta conducta desreguladora és la pèrdua d'autoritat de la Comissió Federal del Comerç dels Estats Units durant els 80 sobre la publicitat infantil. La Comissió la considerava manipuladora i mentidera, argumentant que un infant de 6 anys o menys, no té capacitat per adonar-se que es tracta d'una publicitat que té com a únic objectiu fer-lo consumir. Afirmava que la utilització d'efectes especials molts cops no és percebuda com a tal pels infants i que això suposava enganyar-los. Tanmateix, el govern va preferir tendre la mà als publicitaris deixant-se emportar per la pluja publicitària d'anuncis infantils que les marques venien a les televisions. Entrem, d'aquesta manera, en una òptica de “comercialització de la infància”. Un concepte que ens permet entendre l'aparició de les boy bands. La indústria discogràfica entén, de sobte, que el públic jove és accessible perquè legalment ja ningú li prohibeix d'anar-lo a buscar. L'adolescència és l'època en la qual l'ésser humà cerca identificar-se a algú, a algun grup o model de grup. Les boy bands juguen precisament amb això sense que l'adolescent en sigui conscient, i les discogràfiques n'aprofiten els beneficis de la venda que generen els productes derivats d'estrelles que els adolescents comencen a adorar i imitar.
Tot això en un context on el consumisme és percebut per la població com una espècia de “nirvana”. És a dir, la població es troba immersa en un “núvol” consumista provocat per aquesta aparició capitalista que aporta un nivell de vida que abans no es coneixia. En efecte, l'accés a noves tecnologies, que de vegades fins i tot no van ser accessibles durant molt de temps pel públic general, va fer néixer un fals sentiment d'optimisme. Aquest motivarà al consumisme de massa. La gent té en l'esperit una mena d'individualisme alimentat per l'esperança d'una vida millor, venuda sota “espontaneïtat”, “plaer”, “objectes de luxe”, “publicitat”, “moda”, “mega-conferències polítiques”, “mèdies de massa”, “multinacionals” i “crèdit”, molt de “crèdit”. Les discogràfiques entenen doncs que s'han d'adaptar a aquesta necessitat, per tant, la música ha d'esdevenir també un producte de massa: el consumeixo, i el llenço. Les boy bands compleixen precisament aquest requisit. En un primer moment la novetat provoca èxtasi i compres, fins que el públic se’n cansa i deixa de consumir.

### Context Musical
Musicalment, el món de la música dels 80 també es mostra propici a l'aparició de les boy bands. En aquesta època el planeta viu sota el ritme de Nirvana i NWA. El hip hop dels NWA i el so dur dels Nirvana constituïen, si més no, un “perill” per a la propaganda capitalista americana. Les lletres i l'actitud d'aquests artistes eren massa compromeses políticament parlant perquè qüestionen sistemàticament el sistema en el qual vivien. Si la intenció és de fer durar el “núvol consumista”, no convé tenir grups de música que qüestionin el sistema. Les boy bands parlen d'amor, desamor i amistat. Un missatge innocent que s'adequa perfectament a aquesta intenció perquè en cap moment toquen la base del sistema, sinó que porten l'adolescent a il·lusionar-se per altres qüestions ben allunyades dels temes tocats per Nirvana. Les discogràfiques entren doncs en una òptica de producte. Han de respondre a les necessitats creixents del mercat i transformar els seus artistes en un producte més. Lògicament el producte no pot qüestionar-se a si mateix, ha d'estar prefabricat i preparat per a ser consumit. Tot d'elements que les boy bands també tenen. Ara bé, aquest concepte no data dels 80. Ja el 1647 la música va esdevenint un producte. Adorno i Horkheimer a través dels seus assaigs varen establir als anys 60 el concepte “d'indústria musical” per la qual passaran els Rolling Stones, Queen, Madonna o Michael Jackson. D'altra banda, la música de Nirvana i NWA, per molt èxit que tingués, no s'adequa totalment a l'adolescent, considerant que són grups massa agressius per un públic d'aquesta edat. Aquí, un cop més, les discogràfiques s'adonen que estan davant d'una veta de mercat per cobrir. Les músiques dels NWA no van en l'estil d'un adolescent. Els adolescents han de trobar algú amb el qual es puguin identificar, i aquest algú no pot deixar anar missatges “anti-socials” o dits “agressius” perquè acabaria per espantar els pares, que al cap i a la fi han de comprar els CD que la indústria produeix. Un cop més la concepció "boy band" s'adequa perfectament a aquesta necessitat.

### Definició del concepte
Els elements que formen una boy band han evolucionat al llarg dels anys. Això explica que els Jackson Five siguin qualificats com a boy band, encara que el concepte que tenim en l'actualitat del que és una boy band no s'adequi del tot a aquest grup. Però, malgrat això, s'ha de parlar dels Jackson Five com una boy band. Els Beatles també haurien de qualificar-se com a tal, per molt que no s'hi associïn automàticament. Tanmateix, tot i l'evolució que ha sofert el concepte, sí que es poden donar punts comuns, elements comuns, que permeten distingir una boy band d'un altre grup musical.
La boy band està formada per un grup exclusivament de nois joves. En general són 5, encara que se n'han vist de 3 (els 2Be3 a França, per exemple) o de 10 (els Big Bang a Corea del Sud). No sobrepassen els 25 anys i físicament treballen el seu cos de manera a mostrar-se el més atractius possible. Tots els membres canten obligatòriament i ballen. Aquest darrer punt també ha anat evolucionant al llarg del temps. Ara bé, en l'actualitat tota boy band ha de ballar, mai està acompanyada d'un instrument, però en canvi acompanya la cançó d'una coreografia mil·limetrada. Tota boy band que s'apreciï prové d'un càsting en el qual han intervingut la discogràfica, el o la futur/a mànager i el/la productor/a. Finalment, els nois que conformen una boy band canten cançons amb molt poc contingut, en general tracten temes relacionats amb l'amor, l'amistat i el desamor, i normalment han de presentar-se de cara al públic com a nois solters i heterosexuals.
Havent fet la descripció del que és una boy band, i havent repassat també el context econòmic i musical que els va propiciar a la fama, es pot passar a explicar la història del naixement de les boy bands.

### Els seixanta i setanta: l'embrió
El principi dels 60 està marcat per un estil de música bastant dolç, dominat per cantants inofensius, prefabricats i que molts cops s'han arribat a qualificar d'"avorrits". Estem parlant de música pop feta a mida pels compositors que treballen al Brill Building, un antic establiment de despatxos transformat en fàbrica d'artistes després de la Segona Guerra Mundial. L'edifici es presentava com el pas obligatori pels artistes que volien fer-se sentir a les ràdios i televisions dels EUA. L'exemple que millor il·lustra l'estil de música que sortia dels estudis dels Brill Building el tenim amb Bobby Vinton, un cantant blanc d'estil pop prefabricat que en aquella època causava sensació. Precisament, aquest element, el color de pell, jugava un rol important en una Amèrica encara segregacionista. Els artistes que sortien d'aquesta fàbrica de fer música complien, si més no, aquests requisits, a més de cantar pràcticament sempre en playback.
Un canvi, però, s'estava produint en els suburbis americans, en aquelles classes que es menyspreaven. Els negres s'inventen un nou estil de música que comença a guanyar també adeptes entre el públic blanc. El blues va guanyant a poc a poc més terreny desbancant la música prefabricada del Brill Building. L'estil barreja alegria, resistència i tristor, tot un conjunt de sentiments que arribaven a aquelles classes marginades que prenien consciència de la necessitat d'aturar la discriminació de la qual eren víctimes. És en aquest context que el rythm and blues (una barreja de jazz, gospel i blues) marca el punt definitiu perquè aparegui la primera boy band de la història. Els Beatles, un grup britànic de cinc nois joves, ben plantats i amb instruments a la mà, agafen aquest estil i en trauen un pop-rock que en poc temps causarà furor. El rythm and blues hauríem de situar-lo cap al 1949, moment en què la revista americana Billboard li dona nom per primera vegada. Aquesta, com tants altres, contribuirà a catapultar a l'èxit els Beatles.
Així, l'any 1960, en Jonh Lennon, Paul Mc Cartney, George Hanson i Ringo Starr entren a formar part de la història de la música. El seu estil, enganxós, captiva de tal manera el públic que en poc temps es crea un verdader fenomen social, la beatlemania. El terme no fa altra cosa que descriure l'èxit absolut que va rebre el grup. Avui dia els Beatles han esdevingut una icona dels anys 60, a més de ser considerats com a "institucions" del món de la música. Les seves cançons s'escolten encara avui dia en ràdios i televisions del món. Han arribat a assolir l'estatut de llegendes del pop, malgrat la seva curta carrera (1960-1970). Tot aquests elements són els que expliquen l'aparició de les boy bands. Per als productors de l'època una cosa ha quedat ben clara amb els Beatles: són una màquina important de fer calés. Per fer-se una idea, la beatlemania representa més de 2.303 milions d'àlbums venuts arreu del món. Les 251 cançons que s'inclouen al seu repertori han estat venudes una per una per 150.210 d'euros a Michael Jackson.

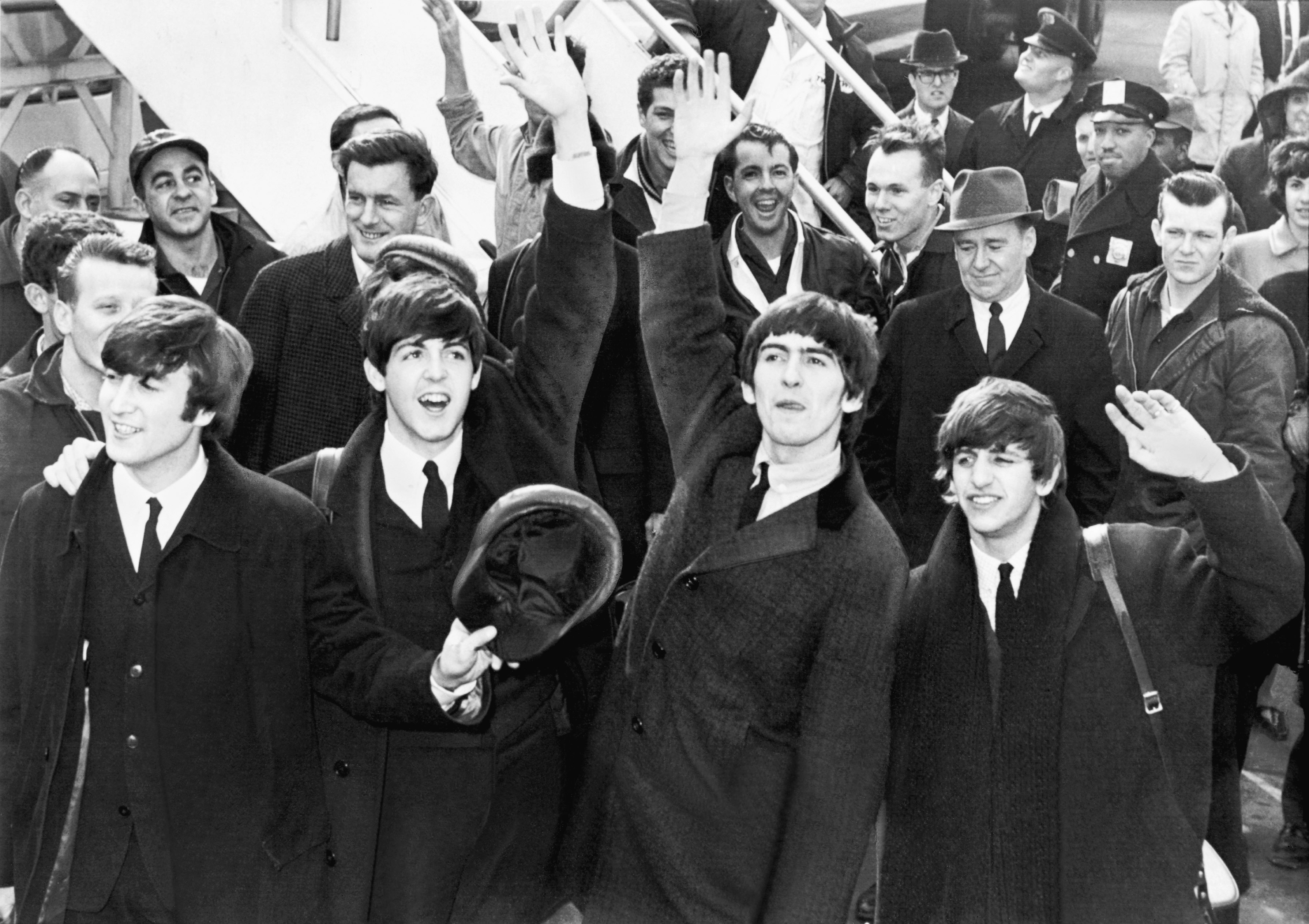
Els Beatles, malgrat no associar-los com a tal, el fet és que són considerats com la primera boy band perquè donen base als grups dels 90

Existeix en l'actualitat prop més de 2961 versions de les seves cançons. Posseeixen ni més ni menys que 220 discs de platí i 11 discs d'or. Només durant la primera setmana de comercialització de la seva música a l'iTunes es van arribar a vendre en l'espai d'un dia més de 3 milions de singles. Dels Beatles existeixen samarretes, cinturons, llibres, adhesius, tasses de te, bosses de mà, calendaris, ulleres, sabates, bolígrafs, rellotges, banderes, pòsters, revistes, joguets, guitarres, paraigües, quadres i tot un seguit de productes derivats amb la seva imatge. Tot això genera quantitats extraordinàries de diners, i els productors de l'època se n'adonaran fàcilment.
Una altra element que permet entendre l'èxit d'aquest grup fou el primer concert que van fer als EUA. El 1964, tot just arribant al país, més de 74 milions d'espectadors quedaran enganxats a les pantalles dels televisors, és a dir, més de la meitat de la població del país engegarà la televisió per veure'ls a ells. Això, evidentment, tenint en compte que endemés varen ser rebuts perquè una quantitat fins ara mai vista de fans que es van desplaçar expressament per veure'ls en carns i ossos.
Vista la situació, les còpies dels Beatles no trigaran a aparèixer. A Espanya, per exemple, un grup plagiarà les seves músiques i provarà de tenir èxit. Tenint doncs els primers elements que determinen una boy band (5 nois, joves, guapos, que canten pop, que comercialitzen la seva música com si de panellets es tractessin i que tenen una durada de carrera bastant minsa) ja es pot començar a fabricar boy band. El 1966 neixen els The Monkees. Es tractava d'un grup de 5 nois calcats als Beatles, actors de la sèrie nord-americana del mateix nom de la NBC. Portaven les mateixes vestimentes, el mateix estil de cabells i cantaven, això sí, el mateix estil de música. Les cançons parlen d'amor i l'èxit és fulgurant. Surten d'un càsting, una altra element característic d'una boy band que fa la seva aparició, i només l'un d'entre els 5 sap cantar realment. Però aquí l'important no és saber cantar, sinó vendre.
L'experiència és tan bona que el 1971 una altra còpia contribueix a posar les bases del que seran les boy bands dels anys 90. Es tracta dels The Osmonds, que apareixen dos anys abans dels New Edition, la "primera i verdadera" boy band. El 1973 el cantant negre i nord-americà Maurice Starr prova, amb molta dificultat, de fer-se un lloc al món de la música. Veient que malgrat els seus esforços no aconsegueix captar l'atenció, decideix fer passar un càsting per trobar a 5 nois capaços de cantar els seus temes. És d'aquesta manera que apareixen els New Edition. També són negres, però malgrat això, aconsegueixen tenir un èxit bastant important, encara que molt efímer. Rivalitats internes acaben per fracturar el que havia de ser un dels grups més venedors de la història.
Mentrestant, una altra aparició, els Jackson Five, ve a donar més elements característics al concepte. Els 5 nois aconsegueixen revolucionar el món de la música. Deixant de banda el fet, no menyspreable, que l'un d'ells acabarà sent el rei del pop (Michael Jackson), incorporen un nou concepte que fins ara no s'havia vist. Per ara, el públic ja s'havia acostumat a veure 5 nois, blancs o negres, guapos, amb instruments a la mà, d'estil pop i cançons poc elaborades. Doncs bé, els Jackson Five són els primers que eliminen l'instrument i el substitueixen pel ball. A partir d'aquest punt, tot grup de nois del mateix estil passarà obligatòriament per la casella careografia.

## Els noranta: l'edat d'or de les boy bands

Piràmide de les necessitats d'Abraham Maslow.

### Els vuitanta: la consolidació
Ja arribats als anys 80 apareixen els New Kids On The Block. Maurice Star, havent tastat l'èxit dels New Edition, però conscient que el seu entorn encara segueix sent molt racista, raó per la qual, entre altres motius, el grup no va durar gaire temps més, es planteja el següent: "substituir els nois negres per blancs". Un cop més, amb un càsting sota el braç, Maurice recluta a 5 nois blancs, ben plantats i amb ganes de menjar-se el món. Són els New Kids On The Block. El grup passarà a la història, no només perquè consolida el model, i perquè per primer cop ja es comença a parlar de boy band, sinó que a més a més serà el primer a cantar rap. La qüestió era diferenciar-se de la resta. Per arribar-hi Maurice va pensar oportú incorporar el rap, un nou estil acabat de néixer, de manera a donar un aspecte més "dolentot" al grup, fent-lo passar per rebel. Una estratègia, si més no, ben pensada, ja que justament l'adolescència també es caracteritza per un cert sentiment de rebel·lió envers la societat, de voluntat de canviar les coses. Ara bé, cal subratllar el fet que les lletres dels New Kids On The Block s'allunyaven, i molt, del que es considera música rap. Si alguna cosa caracteritza el rap és precisament el contingut de les lletres, molt enfocades a criticar el sistema actual, les injustícies al món,... Contràriament a això, el grup de Maurice cantava, una vegada més, amor i desamor. Tal com s'ha explicat en l'apartat "Context Econòmic", l'objectiu és sempre "fer durar el núvol consumista". Cançons que posin en qüestió aquest núvol no són benvingudes, per molt que hi incorporem el rap. Endemés, el grup, per primer cop, incorpora l'aspecte "moda", és a dir, els nois anaven vestits a l'última, identificant-se amb marques que els patrocinaven. Podríem dir que Els New Kids On The Block eren un inici incipient de metrosexualitat. Tots dos elements ens porten a parlar de la piràmide de Maslow. Segons el psicòleg, l'ésser humà, un cop ha palès les seves necessitats primàries, busca altres necessitats lligades al reconeixement social. Els grups de música boy band juguen amb aquest element i els New Kids On The Blok, precisament, no van fer altra cosa que això. El fet d'apostar pel rap apropa el seu públic a un grup social concret i determinat. El fet d'apostar, també, per la moda contribueix a acostar el seu públic a un altre grup social i determinat. Per tant, l'adolescent troba amb aquest grup/producte allò que busca: pertinença i reconeixement social en un grup, "l'ovella segueix el ramat". Amb aquest darrer aspecte completem la llista dels elements que conformen una boy band i, per tant, podem donar per inaugurada la cursa cap al fenomen de societat dels anys noranta.

### Els noranta: el boom

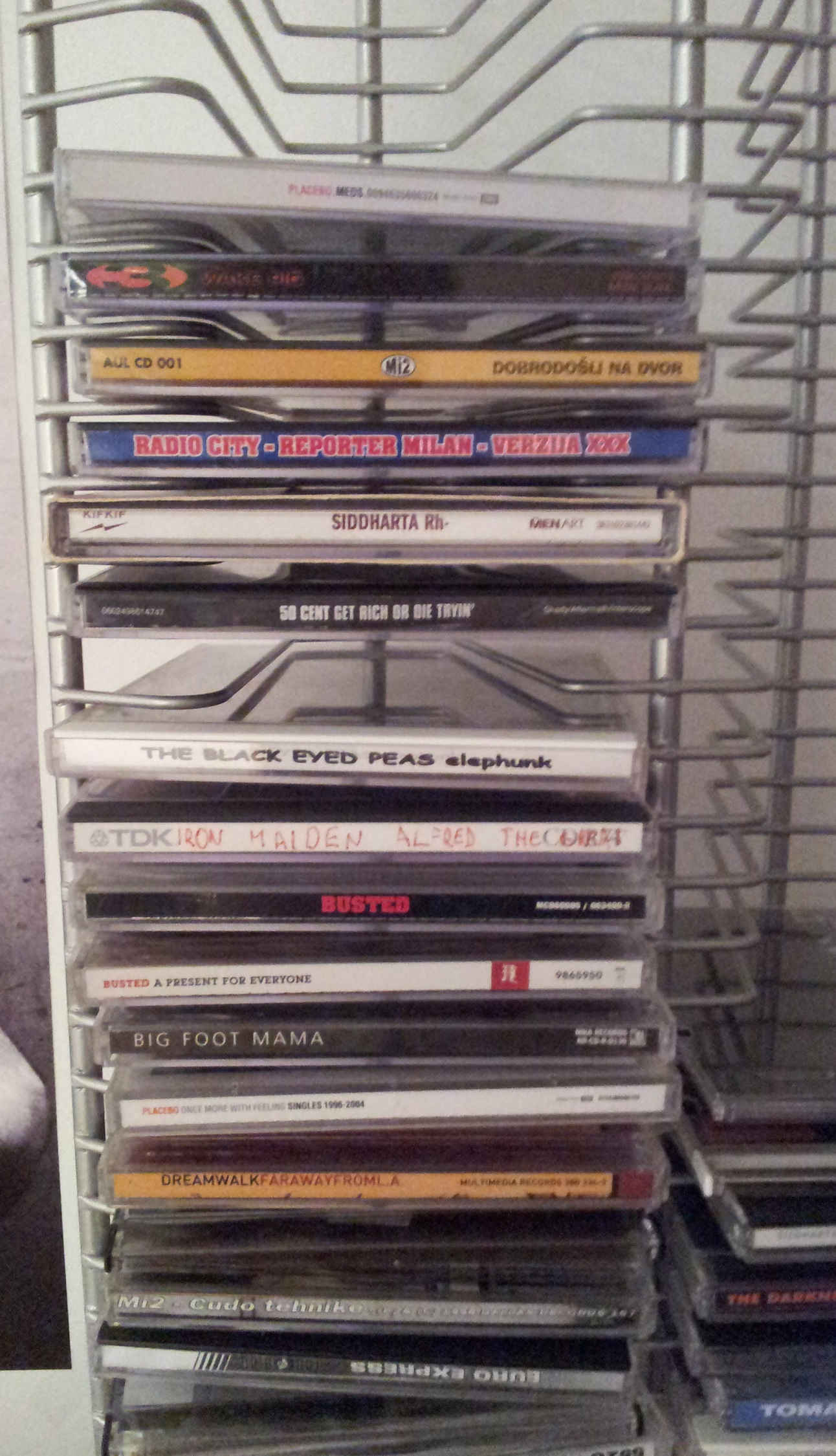
Els dics compactes van ajudar de manera considerable a vendre en massa la música dels boy bands.

Els anys noranta són la porta oberta a noves tecnologies, com ara els CD, i a nous canals de televisió. El CD i el posterior Walkman (sigui per a cassets o discs) es transformen en l'eina revolucionària de la indústria musical. Aquests invents permeten que qualsevol persona pugui escoltar música en qualsevol lloc i de forma còmoda. Això farà de les discogràfiques fàbriques de diners. La facilitat amb la qual es pot comercialitzar la música esdevé tan senzilla, que totes les discogràfiques sense excepció es posaran a llençar al mercat tot de grups de nois. A més, el canal musical MTV fa la seva aparició en països estrangers (com ara l'Amèrica Llatina) contribuint a aquesta revolució i comercialització en massa. Els videoclips es transformen de sobte en una eina més que eficaç per comercialitzar les boy bands. La societat s'enganxa a MTV, impactada per l'avenç tecnològic que suposa. Les discogràfiques només han d'aconseguir que els seus grups hi siguin presents les 24 hores del dia, i repte guanyat, el món se submergeix en l'onada boy band. Les cançons d'aquests grups passen, d'un dia per l'altre, a ser emeses a totes hores a les ràdio-fórmules com si es tractés d'un "missatge subliminar". L'efecte d'aquesta invasió porta la premsa a parlar-hi, contribuint al que en poc temps esdevé un fenomen social. Els primers a gaudir de les conseqüències d'aquest boom són els Take That.
El 1990 el productor anglès Nigel Martin-Smith vol reproduir l'èxit dels New Kids On The Block i crea els Take That. El grup desbanca els EUA fent aparèixer Anglaterra com la fàbrica de les boy bands. Per primer cop, els americans deixaran de ser el centre d'atenció, i els britànics aconseguiran amb els seus grups de nois joves inundar literalment el mercat amb música pop. Els Take That es van construir al voltant de Gary Barlow. Segons explica la premsa, Martin-Smith queda tan impressionat pel talent d'aquest jove noi, que decideix construir un grup a l'estil boy band al seu voltant.
Gary tenia 19 anys quan va començar la seva etapa amb els Take That, però això no li impedí ser l'autor i compositor de les cançons del grup, un aspecte paradoxal perquè la teoria vol que un tercer sigui l'originari i compositor de les cançons. Els membres del grup normalment només s'han de limitar a cantar i ballar. El grup serà catapultat en molt poc temps cap a la fama, col·lectant èxits arreu per on passaven. País per país, les seves cançons se situaven en l'espai d'un dia en el número u dels Top Venda. Robbie Williams és el membre més destacat del grup, després de Gary, perquè quan es van separar, el jove britànic va aconseguir imposar-se al món de la música. En aquest sentit es pot dir que els Take That tornen a sorprendre amb l'èxit de Robbie Williams. La teoria vol que el grup sigui efímer i que un cop trencat cap dels membres aconsegueixi fer una carrera en solitari. Tal com ho ha remarcat més d'un cop la premsa, les discogràfiques mateixes són les que impedeixen que els nois membres d'aquests grups tingui futur al panorama musical després de la separació, ja que els veten la signatura de qualsevol contracte. Aquest va ser el cas, per exemple, dels 2Be3 a França on més d'un cop ha sortit parlant els membres per separat denunciant el tracte que reben un cop els grups se separen. Robbie, com Michael Jackson, Justin Timberlake,... podria qualificar-se com l'excepció que confirma la regla. Cal dir, però, que també, en aquest sentit, més d'un article ha sortit a la premsa denunciant el caràcter poc excepcional de l'èxit d'en Robbie o d'en Justin, afirmant que la seva consolidació és fruit de la voluntat de les mateixes discogràfiques.
Sigui com sigui, els Take That varen donar el tret de sortida al fenomen boy band. D'un dia per l'altre surten els N'sync, Weslif, Boyzone, G-squard, Five,... El seu primer single "Do Whay U Like" ven més de 30 milions de discs arreu del món. La BBC va arribar a la qualificar-los com "el grup britànic, estimat per joves i vells, que més èxit ha tingut després dels Beatles". Van crear al seu propi voltant un verdader fenomen social anant fins a casos realment extrems. Quan el grup va anunciar la seva separació, per exemple, el govern britànic va haver d'obrir una línia telefònica d'atenció pública d'ajuda als fans del grup. Els casos de xoc psicològic varen ser tan alarmants que el govern no ha veure altra mesura que aquesta. Però la cosa no es va quedar aquí.
En el seu primer clip els nois es banyaven tot nus amb escuma, tot un exemple de com la indústria discogràfica aconsegueix vendre CD. La metrosexualitat és un neologisme que apareix l'any 1994 gràcies al periodista Mark Simpson que en fa una llarga descripció en un article al The Independent. Parla d'un "nou" tipus d'home que s'oposa als models masculins que s'havien anat vehiculant fins llavors. Per a ell, aquest nou home és "metro", és a dir, de la metròpolis. Dit altrament, metropolità, urbà, modern i oposat a un estil rural. És un home de ciutat, ciutadà. Li agrada la moda, els productes de cosmètica, els esdeveniments i exposicions culturals. Manté en forma el seu cos, alimentant-se, anant al gimnàs, fent-se massatges i depilant-se. Assumeix, endemés, el seu costat femení, que fins i tot reivindica. El metrosexual també és heterosexual, homosexual o bisexual. Tota una descripció que les boysbands incorporaran en el seu ADN. Els Take That, precisament, amb aquest videoclip, el que feien era exaltar tota aquesta descripció del que és el "nou home". Un model que apareixia per al públic femení heterosexual com a molt atractiu. L'objectiu per a les discogràfiques era complir amb els estàndards del neuromàrqueting. És a dir, identificar cada membre del grup a un desig sexual perquè de manera inconscient el consumidor compri. Un altre exemple, serien els Backstreet Boys. La boy band no posava impediments a l'hora de posar sense roba per a revistes d'adolescents. En aquest sentit es pot parlar del seu single "Quit Playing Games With My Heart" en el qual el grup balla mig nus sota la pluja i efectes de càmera lenta. Diferents especialistes en l'estudi del comportament humà indiquen que el que feien aquests grups era crear un fals-desig entre les adolescents fent-les creure que aquell noi, aquell boy band, podia optar a ser el seu nòvio. La qüestió és fer-les fantasmejar amb imatges que, seguint els principis bàsics del concepte, han de comprar. Així, les discogràfiques posaven al mercat tot un seguit de productes derivats, sense fi, que els fans ni tan sols tenien temps de comprar, perquè un nou producte ja espera a la llista de novetats. Per tant, els membres de les boy bands havien de mostrar-se de cara al públic com a nois solter i heterosexuals. Tanmateix, el concepte neix d'entre el públic gai.
La indústria de la música, la cosmètica i la moda es van adonar en poc temps que la imatge que projectaven els homosexuals agradava i molt a les dones. Precisament, i malgrat caure en tòpics, aquests tenien especial atenció sobre l'aspecte del seu físic. Així, la indústria només havia de canviar-hi l'orientació sexual i començar a fer diners. Al principi els conillets d'índies seran cantants i actors de cine i sèries. Més tard, i mirant més en l'actualitat, aquest concepte d'home objecte s'estén al món del futbol. De fet, en l'actualitat David Beckham és considerat com la icona metrosexual a seguir per excel·lència. I malgrat tot, els Backstreet Boys varen contribuir, i molt, a potenciar aquest model d'home. Les revistes franceses fins i tot són les primeres a qualificar-los com el grup "que tenia més pinta d'actors porno gais amb una tornada de grup pop". Un altre exemple de com la indústria va utilitzar el sexe en aquests grups per vendre, el trobem amb els recents One Direction. L'any 2010 el periòdic El País treia a la llum una foto publicada la Twitter en la qual un grup de fans simulaven una fel·lació a cadascun dels membres dels One Direction davant d'una pancarta publicitària. Les noies tenien amb prou feines 16 anys i això va fer córrer la polèmica i el debat sobre si els mètodes utilitzats per vendre aquests grups són o no morals.

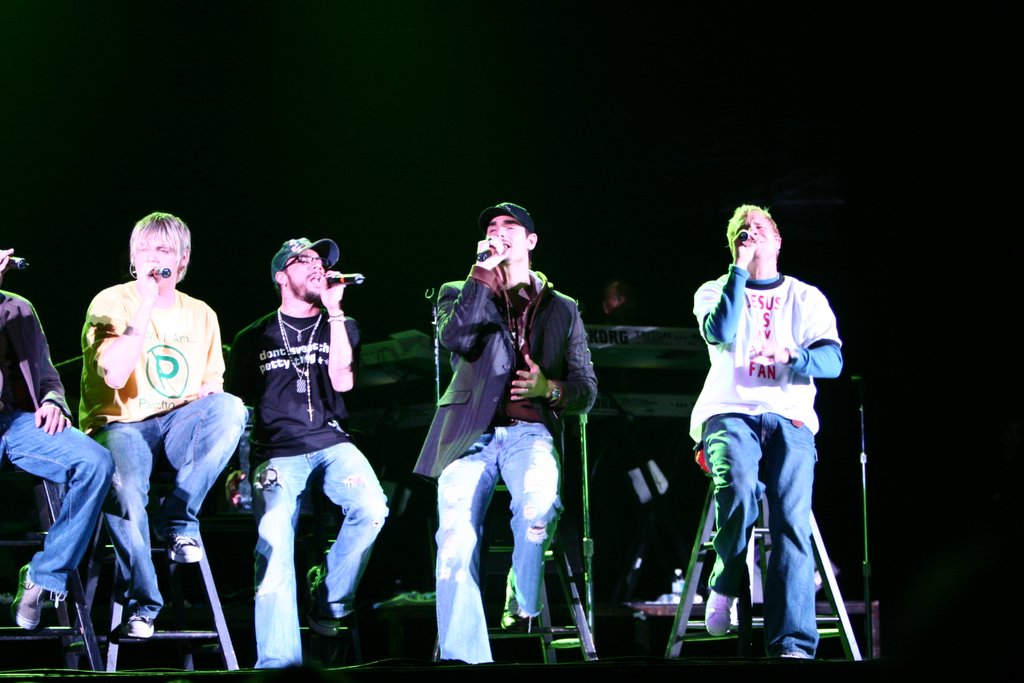
Els Backstreet Boys en concert.

Quan es parla de boy band també s'ha d'abordar un altre aspecte més lligat a la guerra de sexes. S'ha arribat a qualificat moltes vegades aquests grups com a model de comportament masclista o com a nois-objecte. Lou Pearlmen, creador dels Backstreet Boys, en sap alguna cosa. A l'època acostumava a concedir entrevistes en les quals afirmava que "no veureu mai una noia jugant futbol perquè prefereixen cantar, parlar, llegir...", "s'interessen més aviat en nois guapos que cantin bé", contràriament als "nois que prefereixen el futbol". Declaracions polèmiques però que posen èmfasi sobre la catalogació segons el sexe a què porten aquest tipus de grups. Davant d'aquest fet, i tenint el mercat més que saturat per grups de nois de música pop, Simon Fuller, treu de la butxaca el concepte oposat a les boy bands: les girlsband. Mentre els Westlife, Backstreet Boys, Boys II Men, 5ive, N'sync, All-4-One o Hanson miraven d'imposar-se en les llistes de venda, naixia el primer grup de música integrat per 5 noies que copiava literalment els Backstreet Boys. Les Spice Girls varen aconseguir un fenomen més que semblant a la beatlemania gràcies al seu missatge, "Girls Power" (poder de les dones). Un missatge que, davant del mercat altament masculinitzat, irrompia com mai propulsant el grup al més alt de les llistes de vendes. Les Spice Girls no eren altra cosa que un grup de 5 noies triades en un càsting amb ganes de tocar la celebritat. Però, a pesar del costat purament comercial, l'optimisme que vehiculava el grup a través del seu Girl Power conquistava fàcilment el públic. Més d'un grup de música masculí va trobar dificultats importants a l'hora de fer front a l'onada de noies que, imitant-les, van anar sorgint progressivament. Les Spice Girls van tenir dret a la seva pròpia gira pagada íntegrament per Pepsi, a part de la primera pel·lícula en la qual elles i el seu grup eren les protagonistes principals. Les guixetes del món sencer es van col·lapsar amb la venda d'entrades de la pel·lícula Spice Girls. S'ha de dir que cap altre grup femení a la història aconseguirà vendre tant com aquestes noies. Raó que explica que als Jocs Olímpics de Londres del 2012 fossin les convidades de luxes de la cerimònia. Les Innocents, per exemple, constaran com el fracàs més important de l'onada girlsband. Eren cinc noies americanes, entre les quals la Britney Spears, que havien de competir amb el model que van crear les Spice Girls.
Finalment, els Backstreet Boys són la boy band que més ha destacat d'aquest període. S'han convertit en una verdadera llegenda de la música. És la boy band que més ha venut al món, amb diferència. Només cal sortir al carrer, demanar que la gent canti almenys la tornada d'una de les seves cançons i l'èxit que van tenir es fa ràpidament palpable. El grup és americà i neix de la mà del milionari de Florida Lou Pearlman. El 1993 aquest senyor, propietari d'una companyia de vols, obsessionat per fer calés i per l'èxit dels New Kids On The Block, contacta una casa de discos i li proposa tres milions de dòlars a canvi d'un grup de música pop. L'èxit serà espectacular. Tant, que decideix repetir experiència i crea els N'SYNC, la boy band d'on sortirà Justin Timberlake. L'obsessió fou tal que l'any 2007 va ser detingut després que l'FBI desmacarés una operació importantíssima de frau fiscal portada a terme per Pearlman als EUA; la més important del país. Actualment, es troba sota reixes i espera a ser alliberat el 2029. Però els diners no fou l'única cosa que l'obsessionava. Però els diners no fou l'única cosa que l'obsessionava. La revista Vanity Fair publicava el 2007 un testimoni prou convuls per provocar una de les polèmiques més importants que envolten els grups d'aquest estil. Un membre dels N'Snyc, sota anonimat, va afirmar per la revista que ser tocat en les seves parts íntimes per Pearlman: "saps, si el paio et diu que et donarà un milió d'euros si li fas un massatge, doncs et deixes fer. És el preu a pagar". Si resultar ser que el membre és en Justin Timberlake les declaracions prenen tot un altre sentit perquè el noi tenia 17 anys quan va ser propulsat a l'èxit. D'altra banda, cal remarcar que aquest senyor també va ser el responsable de grups com ara Innosense.

## Decadència i reorientació

### Decadència
Tal com s'acostuma a dir, tot el que puja baixa. Doncs bé, l'èxit de les boy bands també va tenir un final. Diferents motius porten a entendre aquest final. El primer seria la saturació que va provocar tantes bandes masculines. Les llistes del 20 a l'1 estaven completament col·lapsades per grups de música d'aquest estil. Les seves cançons eren bombardejades a tota hora, a tot arreu. No hi ha havia pràcticament lloc per cap altre estil de música. Les boy bands van ser, per tant, víctimes d'aquest excés que elles mateixes van contribuir a provocar. Les discogràfiques, davant d'aquesta situació, decideixen abandonar projectes i és amb aquesta decisió que moltes boysbands se separaran. La successió de separacions acabaran per propiciar un final, si no definitiu, quasi irreversible.

## Llista de boy bands
- 100%
- 2be3 (FR)
- 2AM
- 2PM
- 3T
- 911
- 98 Degrees
- A1
- Akcent
- Ahmir
- Alliage
- Another level
- Arashi
- Aventura
- B2k
- B2ST / BEAST
- B5
- Backstreet Boys (UK)
- Bangtan Boys
- Bad Boys Inc
- Big Bang
- Big Fun
- Big Time Rush (grup)
- Blackstreet
- Blue (UK)
- Breathe Carolina
- Brother Beyond
- Bros
- Boyzone
- Boyz II Men
- BTOB
- B.A.P
- Calle Ciega
- D'Nash
- DLG
- Dream Street
- East 17
- EXO
- Five
- G-squad
- INFINITE
- JLS
- JJ Project
- Johnny Hates Jazz
- Jonas Brothers (EUA)
- JYJ
- KAT-TUN
- Let Loose
- Los Chamos
- Lunafly
- Metro Station
- Melody Fall
- MBLAQ
- Mindless Behavior
- MN8
- *NSYNC
- New Boyz
- New Edition
- New Kids on the Block
- NU'EST
- NEWS
- O-zone (Romania)
- One Direction (UK)
- OTT
- SPEED
- SHINee
- Son By Four
- Super Junior
- Shinhwa
- Take That
- Teen Top
- The Wanted (UK)
- Tiraline
- TVXQ
- U-Kiss
- Upside Down
- What's Up!
- Westlife (UK)
- Worlds Apart
- Xtreme
- Auryn (Espanya)
- D'Nash (Espanya)
- Excesso (Portugal)
- Os Anjos (Portugal)
- Amelie (Catalunya)